# Venere in pigiama
Venere in pigiama (Boys' Night Out) è un film del 1962 diretto da Michael Gordon.

## Trama
Quattro pendolari, tre sposati e uno divorziato, decidono di affittare una garçonnière in centro dove ospitare una ragazza disponibile a intrattenere ciascuno di loro a turno un giorno a settimana.
Per un equivoco si presenta una studentessa in sociologia, che sta scrivendo una tesi di ricerca sulle fantasie sessuali dei maschi bianchi sposati che vivono in periferia.